# Guerline M. Jozef
Guerline M. Jozef (abans de 1995) és una activista nord-americana de drets humans d'origen haitià. El seu treball se centra en la defensa dels drets dels migrants als EUA.

## Biografia
Els pares de Guerline Jozef van emigrar als Estats Units després d'un cop d'estat a Haití, on el seu pare havia exercit com a alcalde d'un municipi. Als Estats Units, el seu pare treballava com a taxista i la seva mare era mestressa de casa.
Guerline Jozef és cofundadora i directora executiva de l’Haitian Bridge Alliance (HBA), una organització sense ànim de lucre amb seu als Estats Units que treballa per protegir els drets civils i humans de les comunitats haitianes i altres immigrants negres del Carib i Àfrica. Un dels principals focus del seu treball és la protecció de dones i nenes, persones LGBTQA+, i supervivents de tortura i altres violacions dels drets humans. Ofereix ajuda humanitària, assistència legal i promou canvis polítics en el sistema d'immigració als Estats Units.
També col·labora amb l'organització humanitària religiosa Faith in Action i participa en el moviment Immigration Justice. A més, és cofundadora del Black Immigrants Bail Fund i de la Cameroon Advocacy Network.
El març de 2020, sota l'administració Trump, Centres per al Control i Prevenció de Malalties va emetre una ordre de salut pública basada en el títol 42, que permetia l'expulsió ràpida de persones que creuaven la frontera de manera no autoritzada, inclosos sol·licitants d'asil, al·legant preocupacions relacionades amb la COVID-19. Com que es tracta d'una expulsió i no d'una deportació, els migrants no tenien dret a presentar el seu cas davant d'un jutge d'immigració. Aquesta mesura va afectar especialment la comunitat haitiana.
Durant la crisi de Del Rio a Texas el 2021, Jozef va tenir un paper clau en coordinar els esforços de socors per a milers de migrants haitians que buscaven refugi. Va criticar l'ús continuat del títol 42 per part de l'administració Biden, així com les deportacions massives i les violacions dels drets humans comeses durant aquest període.

## Premis
- 2021: Inclosa entre les 40 persones més influents en raça, política i política als Estats Units per Politico.[6]
- 2021: Premi Herois Fronterers de Las Américas.[7]
- 2021: Premi Robert F. Kennedy de Drets Humans, presentat per Kerry Kennedy.[5]
- 2022: Premi Nacional de Campió de la Comunitat de la Xarxa de Funcionaris Electes Americans-Haitians.[2]
- 2022: Premi Arthur C. Helton de Drets Humans de l'Associació Americana d'Advocats d'Immigració (AILA).[7]
- 2024: Inclosa a la llista 100 Women de la BBC.[8]

## Vida privada
Guerline Jozef afirma que la seva fe cristiana guia moltes de les seves accions polítiques.